# Culture du Mexique
 (octobre 2021).

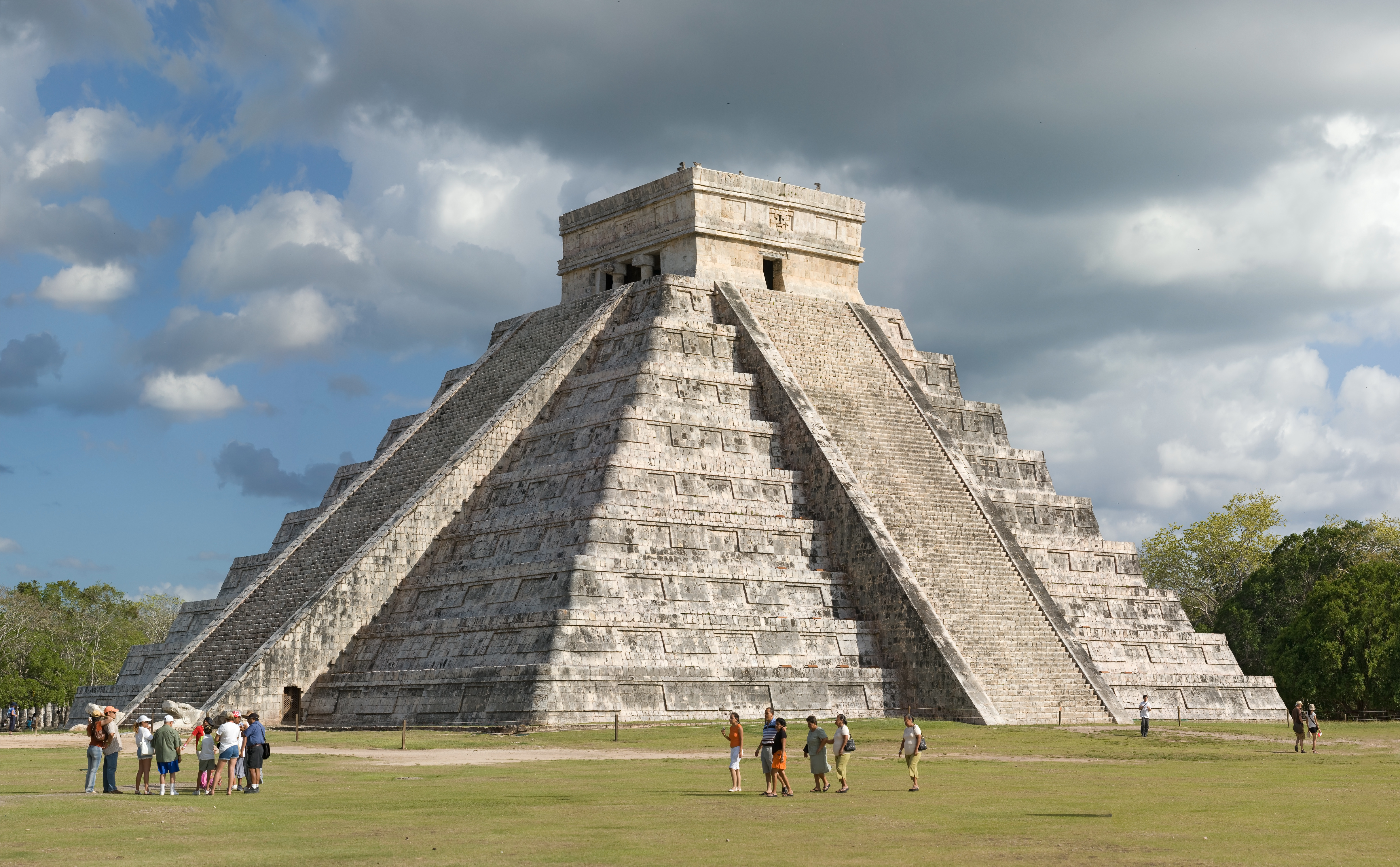
Pyramide de Kukulcán à Chichén Itzá

La culture du Mexique reflète l'histoire complexe du pays et est le résultat du mélange progressif de la culture indigène (en particulier mésoaméricaine) avec la culture espagnole et d'autres cultures du pays. Sa richesse culturelle est également nourrie par les 68 peuples autochtones, successeurs des sociétés préhispaniques, qui parlent des variantes ou des dialectes d'un total de soixante-huit langues ou langues, dont le nahuatl qui possède le plus grand nombre de locuteurs. Ce mélange de cultures a également façonné le pays dans sa globalité, que ce soit au niveau architectural, gastronomique, religieux, ou bien évidemment de la langue espagnole ayant remplacé les divers dialectes précolombiens comme le nahuatl ou le maya comme langue officielle. La population mexicaine est estimée à 126 millions en 2022, pour 9 en 1872 et 50 en 1960.

## Langues
Presque toute la population mexicaine parle le castillan. En 1996, environ 6,7 % de la population parle une langue indigène et parle le castillan en tant que deuxième langue. On compte 67 langues indigènes, dont le nahuatl (1 500 000 locuteurs), le maya (800 000 locuteurs), le zapotèque (500 000 locuteurs)...

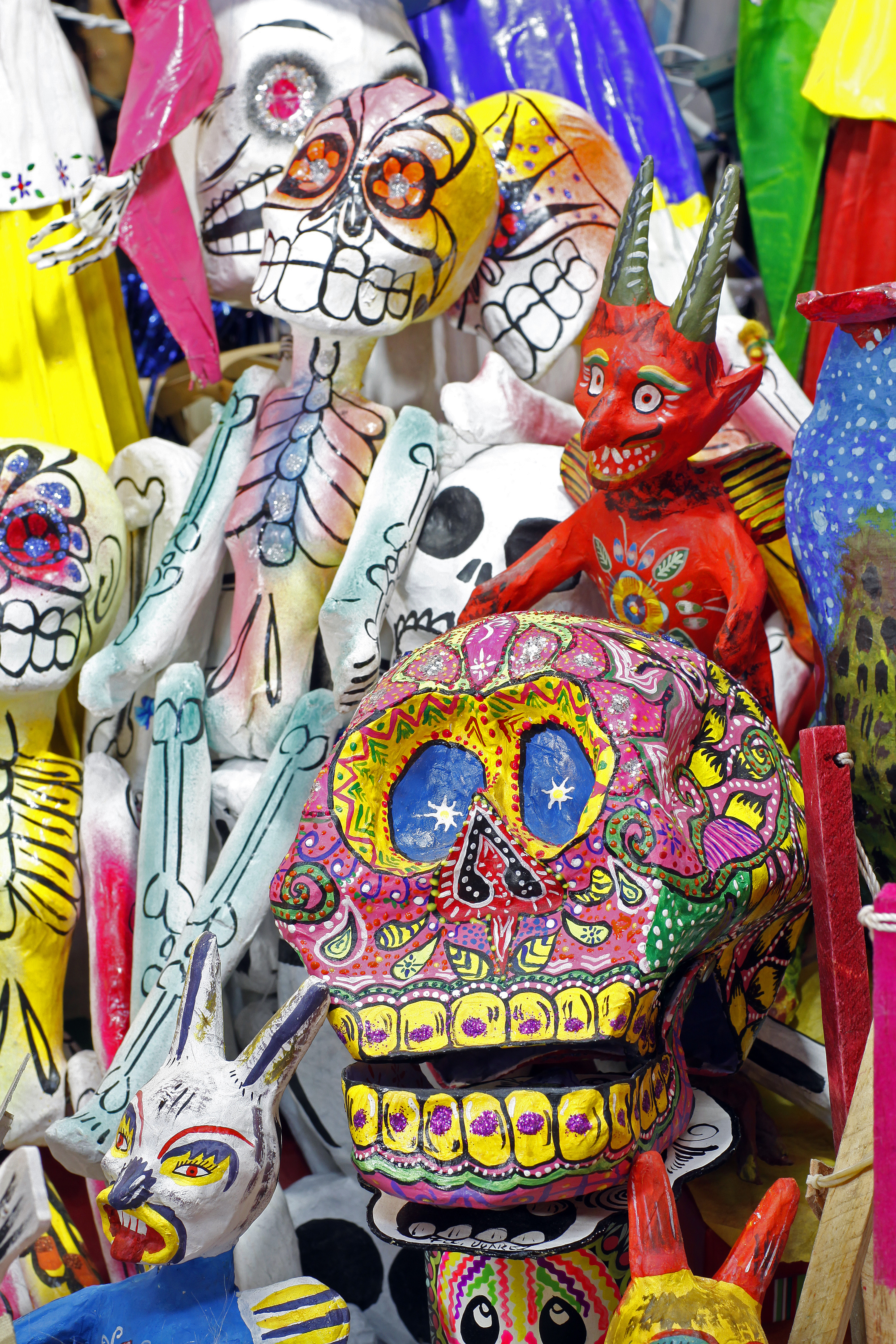
Figurines de papier mâché dans un marché de Guanajuato

Le nahuatl, l'ancienne langue des Aztèques, exerce une certaine influence sur les dialectes régionaux. Certains mots d'origine nahuatl, en particulier des noms de lieux de plantes ou d'animaux, font désormais partie intégrante de l'espagnol standard.
L'anglais acquiert une importance croissante : hommes d'affaires, classe moyenne, émigrés aux États-Unis de retour au pays natal, jeunes.
Une importante communauté anglo-saxonne existe dans le centre du pays (680 000 personnes).
Le bas-saxon est parlé par d'importantes communautés : 75 000 mennonites.
Le vénitien, l'émigration italienne aux XIXe et XXe siècles a conduit à la formation de petits « îlots » de locuteurs du vénitien en Amérique, notamment dans la ville de Chipilo (État de Puebla, Mexique).
La constitution mexicaine reconnait l'existence de 67 langues indigènes dans le pays.
- Langues au Mexique, Langues du Mexique, espagnol (>90 %), espagnol mexicain
- Académie de la langue mixtèque

## Peuples
- Groupes ethniques au Mexique
- Mésoamérique, civilisations précolombiennes
- Indigènes du Mexique, Culture indigène du Mexique
- Mésoamérique

## Traditions

### Religion
| Religion         | 1990   | 2000   | 2010   |
| Catholicisme     | 89,7 % | 88,0 % | 82,7 % |
| Protestantisme   | 4,9 %  | 5,2 %  | 9,7 %  |
| Sans religion    | 3,2 %  | 3,5 %  | 4,6 %  |
| Autres religions | 1,5 %  | 2,4 %  | 2,5 %  |

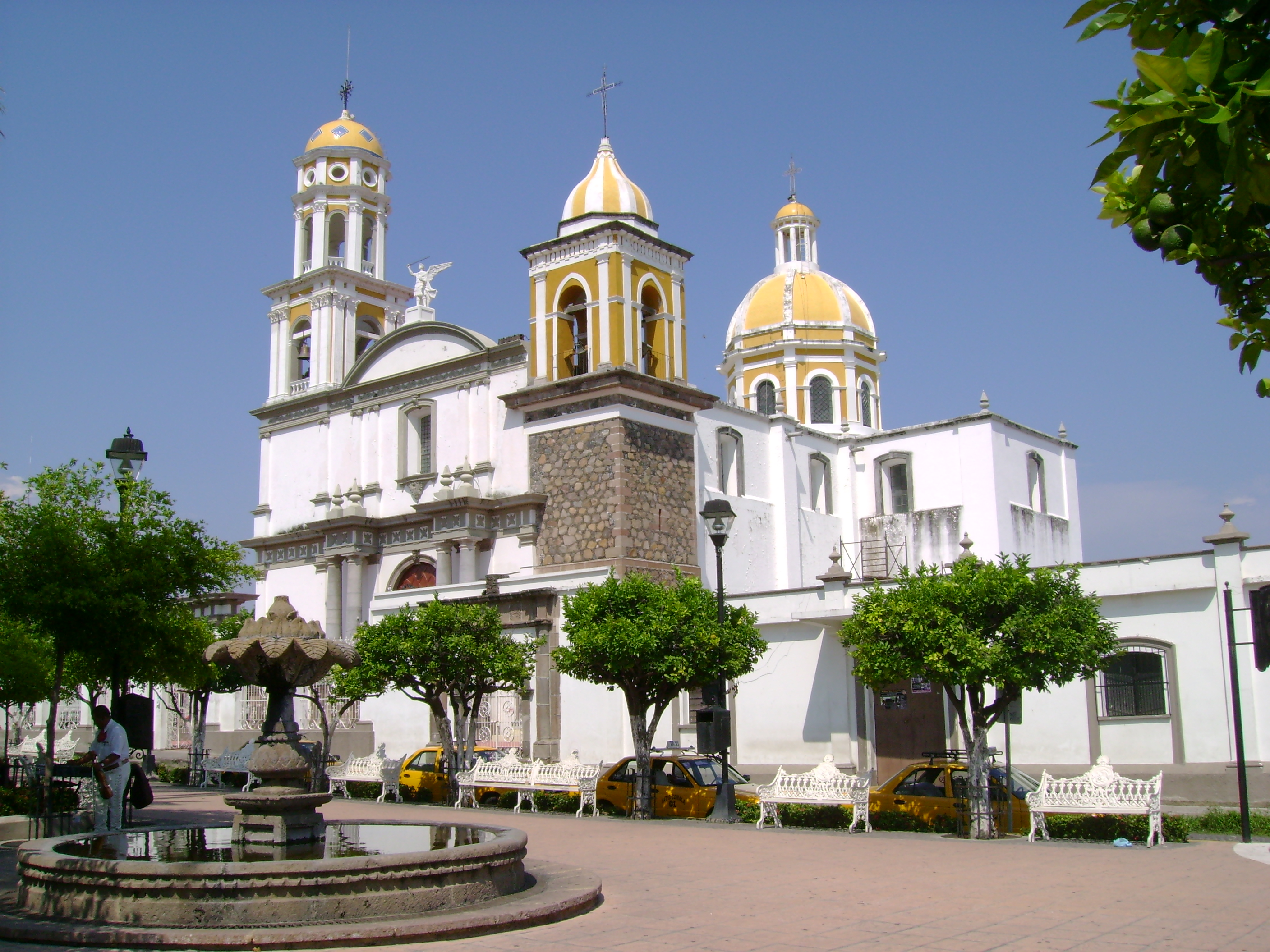
Église de Nogueras à Comala, dans l'État de Colima

Officiellement laïque depuis plus de 150 ans, 98 % des citoyens se disent catholiques. En 2020, environ 8,1 % de la population totale, ne professent aucune religion.
- Généralités
  - Anthropologie religieuse
  - Religion en Amérique latine
- Situation au Mexique (estimation 2017), Religion au Mexique, Religion au Mexique (rubriques)
  - Christianisme (85-92 %, 105 000 000)
    - Catholicisme (75-79 %, 91 000 000), catholiques orientaux,
      - Guerre des Cristeros (1926-1929)
      - Légion du Christ (1941), Marcial Maciel Degollado (1920-2008), Regnum Christi (association de laïcs)

    - Protestantisme (10-15 %, 14 000 000)
      - évangélisme (6 000 000), anglicanisme (Église anglicane du Canada), adventisme...
      - pentecôtisme (1,59 %, 1 800 000), Iglesia Apostólica de la Fe en Cristo Jesús (es)
      - presbytérianisme (0,39 %, 440 000), méthodisme (0,02 %, 25 370)...
      - Église de Jésus-Christ des saints des derniers jours (1,39 %, 314 932 mormons en 2010... et 1 368 475 revendiqués en 2015)
      - La Luz del Mundo (en) (188 326
      - Mennonisme, Mennonites du Mexique (100 000

    - Orthodoxies

  - Religions indigènes, animisme (et syncrétisme) (27 839)
  - Judaïsme (0,06 %, 67 000 juifs), Judaïsme au Mexique (en), Histoire des Juifs au Mexique (en), Liste de synagogues au Mexique (en)
  - Bouddhisme (108 701), Tibet House de Mexico
  - Islam (3 760 musulmans)
  - Hindouisme au Mexique
  - Bahaïsme (38 000)
  - Spiritualisme (36 000)
- Athéisme et agnosticisme (5 %, 5 262 426), Irréligion au Mexique (en)
- Liberté de religion sans restriction, depuis la guerre des Cristeros (1926-1929, Christiada)
- Franc-maçonnerie au Mexique

### Symboles
- Emblème du Mexique
- Drapeau du Mexique

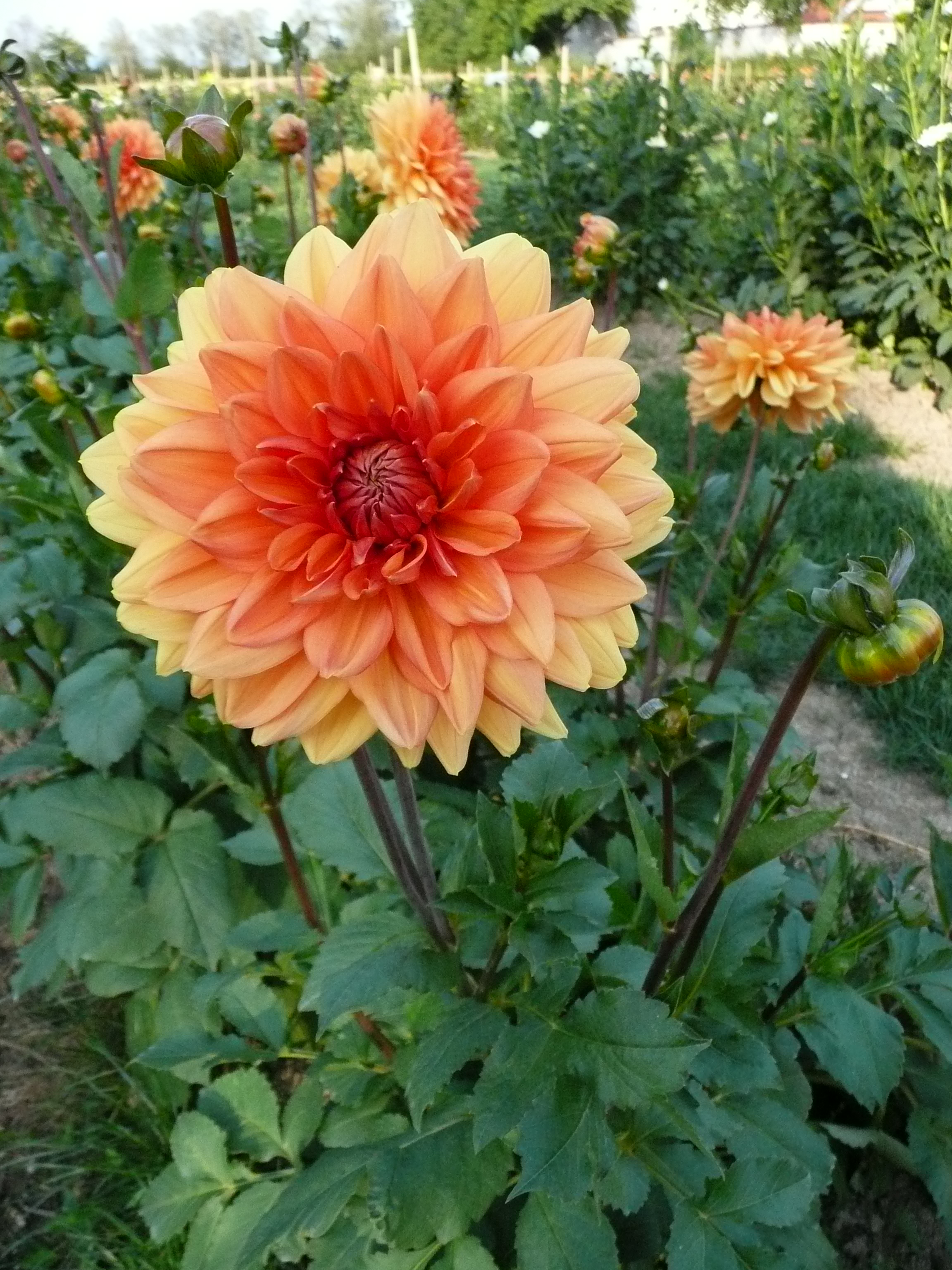
Dahlia.

- Hymne national : Hymne national mexicain '
- Emblème végétal : Dahlia
- Emblème animal : Caracara huppé
- Saint patron (chrétien) par pays (en) : Notre-Dame de Guadalupe.
- Père de la Nation	: Miguel Hidalgo (1753-1811)
- Épopée nationale : Visión de Anáhuac de Alfonso Reyes, Estas ruinas que ves de Jorge Ibargüengoitia, Clemencia  de Ignacio Manuel Altamirano, La muerte del tigre de Rosario Castellanos, El éxodo y las flores del camino de Amado Nervo, Gringo viejo de Carlos Fuentes
- Couleurs nationales : vert, blanc, rouge.
- Plat national : Chiles en nogada, enchiladas, tacos, mole, possole,
- Poète national :Ramón López Velarde (1888-1921), Octavio Paz (1914-1998)[6]

### Mythologies
- Mythologie aztèque
- Religions mésoaméricaines, Mythologie précolombienne
- Religion purépecha, religion olmèque
- Mythologies des peuples indigènes des Amériques (en)
- Mythologie chrétienne, Folk Catholicism (en), Mormon folklore (en)
- Religion populaire
- Fakelore

### Contes et légendes
- Mythes, légendes, contes[7],[8],[9]
- La Llorona
- La Catrina
- Légendes urbaines[10]

### Pratiques
- Chamanisme[11],[12]

### Stéréotypes
Les charro et la china poblana ont été promus stéréotypes de la mexicanité par les gouvernements post révolutionnaires.
- La India María (en)

### Fêtes
- Fêtes et jours fériés au Mexique}
- Jours à drapeau au Mexique (en)
- Nouvel an aztèque (en)
- Noël au Mexique (en)
- Carnaval au Mexique[13],[14]

## Société
- Démographie du Mexique, De la société mexicaine
- Mexicains
- Liste de Mexicains par activité (en)

### Groupes humains
- Métis au Mexique (en)
- Immigration au Mexique (en)
- Immigration illégale au Mexique (en)
- Emigración mexicana (es)

### Éducation
- Éducation au Mexique (rubriques)
- Liste des universités au Mexique
- Universitaires mexicains
- Système éducatif mexicain
- Histoire de l'éducation au Mexique (es)

## Arts de la table

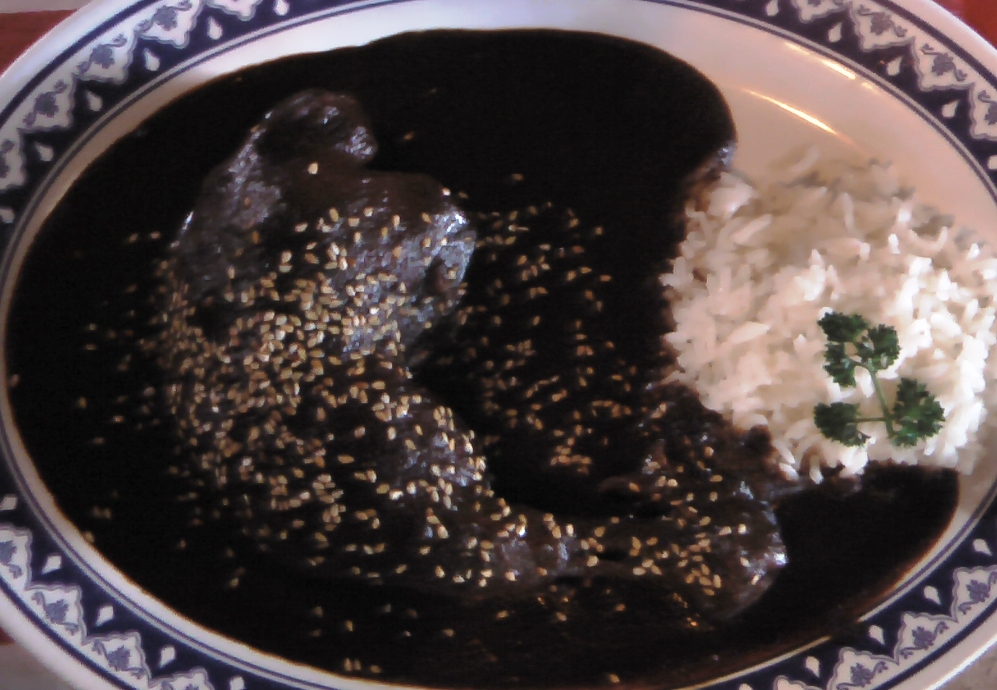
Le mole poblano, réputé plat national mexicain.

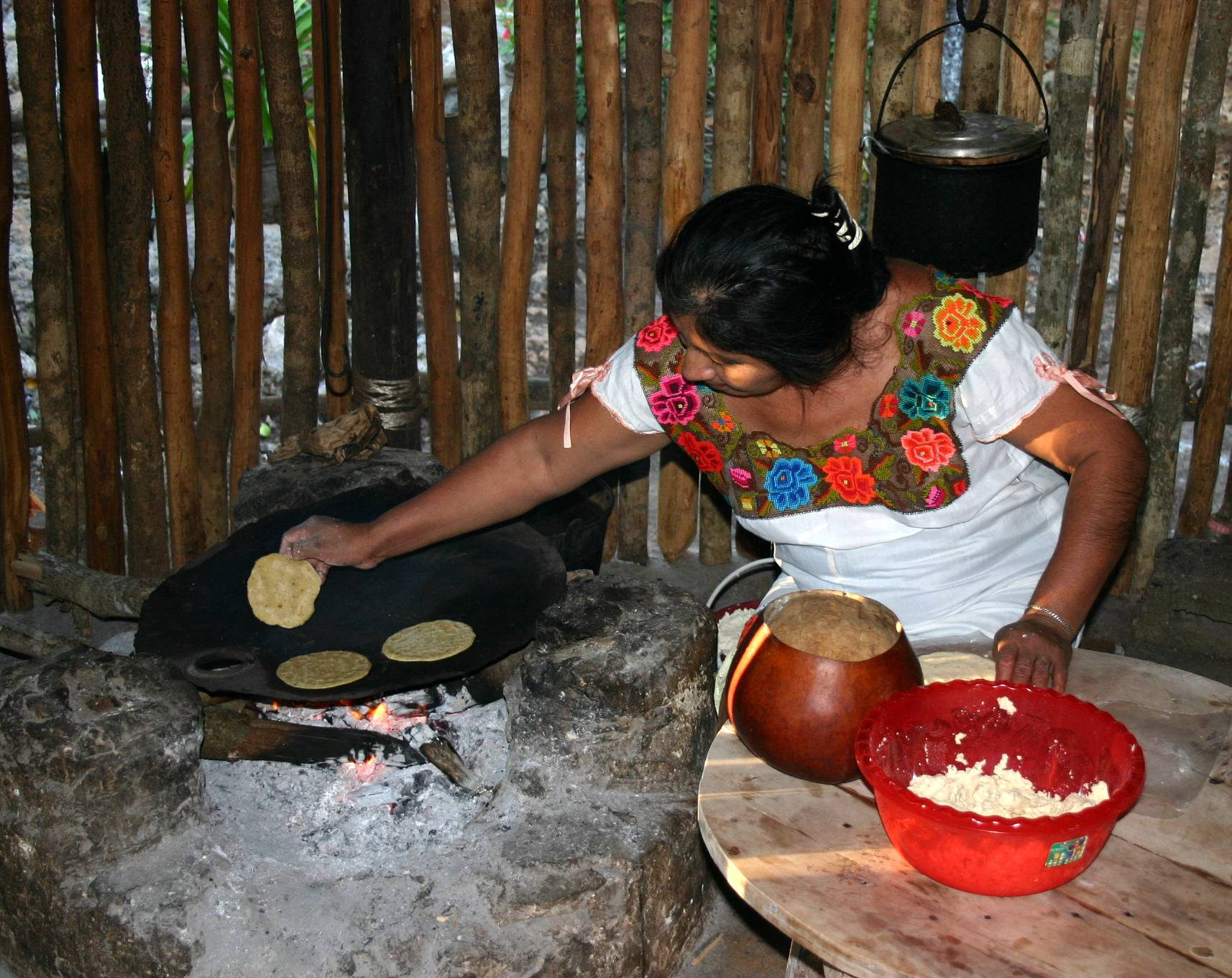
Préparation de tortillas de maïs dans le Yucatán.

### Cuisine et gastronomie
La cuisine traditionnelle mexicaine est un modèle culturel complet qui rassemble des pratiques agricoles, rituelles, des talents de longue date, des techniques culinaires et des coutumes et manières communautaires ancestrales.
- Cuisine mexicaine, Cuisine mexicaine(rubriques), De la gastronomie mexicaine

### Jeux populaires
- Pelota mixteca (es), Pelota p'urhépecha, Palín (juego) (es)
- Pelote basque
- Tauromachie au Mexique

## Média
- Télécommunications au Mexique
- Journalistes mexicains
- Liberté de la presse, censure des médias[16],[17],[18],[19],[20],[21],[22],[23]

### Presse écrite
- Liste de journaux mexicains
- La Jornada, Milenio, El Universal (Mexique)
- Liste de magazines mexicains (en)
- Revues littéraires : Letras Libres, Nexos, Vuelta

### Radio
- Radios au Mexique

### Télévision
- Télévision au Mexique, De la télévision au Mexique
- Liste de réseaux de télévision au Mexique (en)
- Liste de stations de télévision au Mexique (en)
- Liste de telenovelas mexicaines (en)

### Internet
- Internet au Mexique (en)

## Littérature

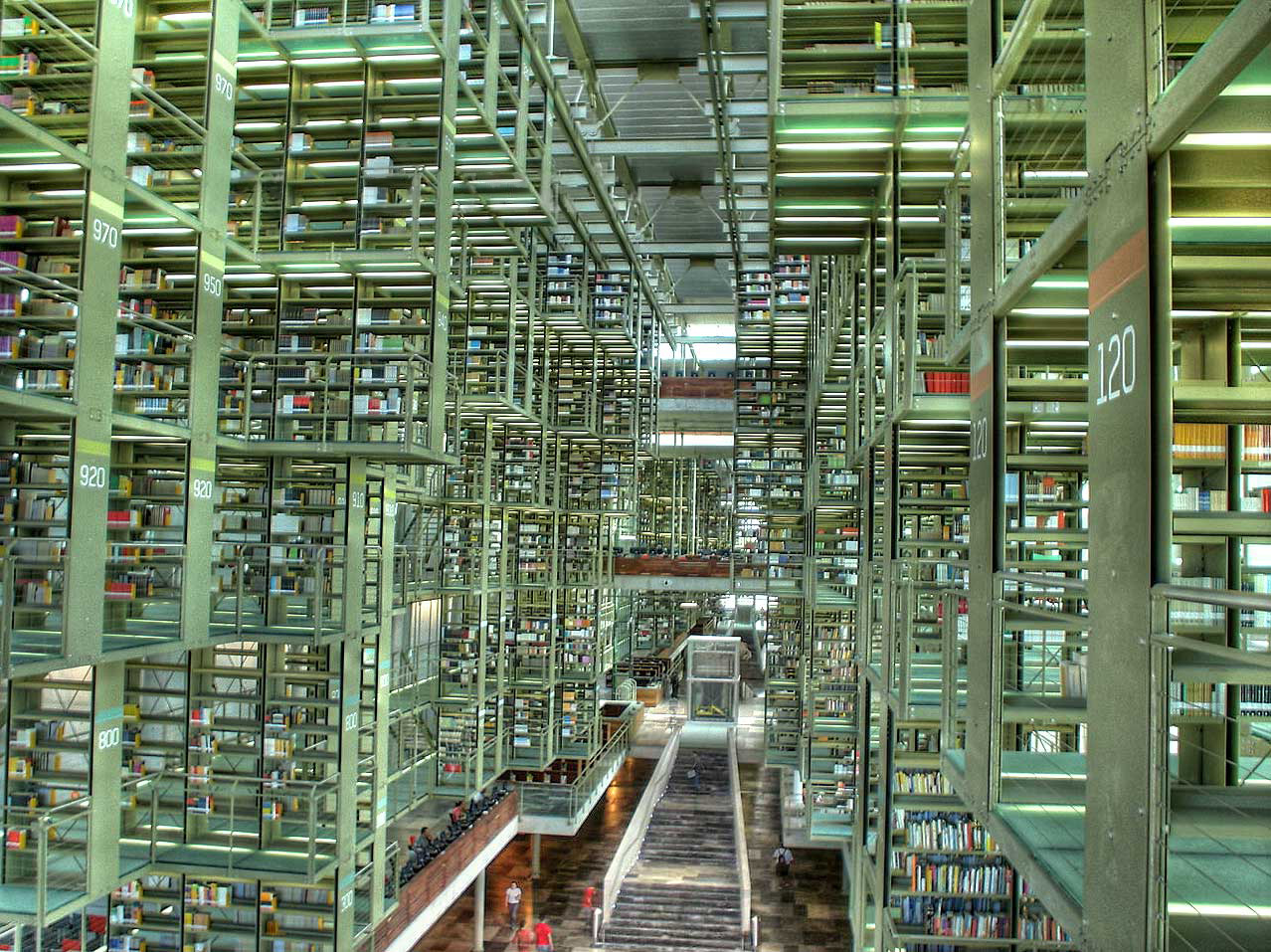
Intérieur de la Bibliothèque Vasconcelos à Mexico.

La littérature du Mexique est l'une des plus prolifiques de la langue espagnole, et ses antécédents remontent à l'époque précolombienne, passant par différentes étapes. Parmi les personnalités les plus importantes, notoires et internationalement reconnues de ce pays figurent José Joaquín Fernández de Lizardi, Sor Juana Inés de la Cruz, Juan Rulfo, Juan José Arreola, Elena Garro, Octavio Paz, Rosario Castellanos, José Gorostiza, Carlos Fuentes, Amado Nervo, Jaime Sabines, José Emilio Pacheco, Alfonso Reyes, Fernando del Paso.
- Catégorie:Littérature mexicaine
- Écrivains mexicains
- Œuvres littéraires mexicaines
- Prix littéraires au Mexique
- Revues littéraires mexicaines
- Littérature maya (es), Écriture et littérature maya, Écriture maya, Codex maya

### Littérature précolombienne
Le poète préhispanique le plus connu est Nezahualcoyotl (1402-1472).
- Rabinal Achí
- Codex mésoaméricain, Codex préhispanique, Codex colonial, Chronique X, Codex X, Papier d'amate

### XVIe,XVIIeetXVIIIesiècles
- Toribio de Benavente (1481c-1569c)
- Cacamatzin (1483-1520)
- Bartolomé de las Casas (1484-1566)
- Nakuk Pech (es) (1490-1562)
- Bernal Díaz del Castillo (1494c-1584), Histoire véridique de la conquête de la Nouvelle-Espagne
- Libellus de medicinalibus indorum herbis ou Codex (Fe La Cruz-)Badiano (1552), en nahuatl
- Popol Vuh (1554-1558)
- Bernardino de Sahagún (1500c-1590), Codex de Florence
- Diego de Landa (1524-1579), Relation des choses du Yucatán (1566)
- Fernando Alvarado Tezozómoc (1525c-1610c), Crónica mexicana (1598), Crónica mexicayotl (1609)
- Fernando de Alva Cortés Ixtlilxochitl (1578-
- Chimalpahin Cuauhtlehuanitzin ou Domingo Francisco de San Antón Muñón (1579-1660)
- Luis Lasso de la Vega (1610?-1680?), Huei tlamahuiçoltica (1649)
- Juana Inés de la Cruz (1651-1695)
- Chilam Balam
- Diego José Abad y García (1727-1779)
- Francisco Javier Clavijero (1731-1787)

### XIXeetXXesiècles
- José Joaquín Fernández de Lizardi (1776-1827)
- Salvador Díaz Mirón (1853-1928)
- Amado Nervo (1870-1919)
- Mariano Azuela (1873-1942)
- José Vasconcelos (1882-1959)
- Alfonso Reyes (1889-1959)
- Xavier Villaurrutia (1903-1950)
- Agustín Yáñez (1904-1980)
- Griselda Álvarez (1913-2009)
- José Revueltas (1914-1976)
- Octavio Paz (1914-1998)
- Juan Rulfo (1917-1986)
- Alí Chumacero (1918)
- Elena Garro (1920-1998)
- Rosario Castellanos (1925-1974)
- Jaime Sabines (1926-1999)
- Carlos Fuentes (1928-2012)
- Elena Poniatowska (1932)
- Sergio Pitol (1933)
- Fernando del Paso (1935)
- Hugo Hiriart (1942)
- José Agustín (1944)
- Laura Esquivel (1950)
- Luis Zapata (1951)

### Écrivains modernes en langues indigènes
- chipileño : Eduardo Montagner Anguiano (es) (1975-)
- kiliwa : Leonor Farlow Espinoza (es) (1936-)
- maya : Marisol Ceh Mo (es) (1968-), Jorge Miguel Cocom Pech (es) (1952-)
- mixteco : Raúl Gatica Bautista (es) (1963-)
- náhuatl : Patrick Johansson (1946-), Miguel León-Portilla (1926-)
- zapothèque : Andrés Henestrosa (1960-2008), Natalia Toledo Paz (1967-), Irma Pineda (es) (1974-)

## Artisanats
,,
Les savoir-faire liés à l’artisanat traditionnel relèvent (pour partie) du patrimoine culturel immatériel de l'humanité. On parle désormais de trésor humain vivant.
Mais une grande partie des techniques artisanales ont régressé, ou disparu, dès le début de la colonisation, et plus encore avec la globalisation, sans qu'elles aient été suffisamment recensées et documentées.
- Artisanats mexicains et art populaire (en)
- Céramique au Mexique, Talavera (poterie)
- Textiles mexicains, Textiles mayas, Broderie de Tenango, Textiles d'Oaxaca
- Artisanat traditionnel du cuivre au Mexique
- Artisanat traditionnel du jouet au Mexique
- Cartoneria (papier mâché)

## Arts visuels
- Liste d'artistes latino-américains (en)
- Art latino-américain
- Arte mexicano (es)
- Liste d'artistes mexicains en arts visuels (en)
- Arts visuels au Mexique (en)
- Mexican art (en)
- Musées d'art au Mexique

### Période précolombienne
- Civilisation précolombienne, arts précolombiens
- Sites archéologiques au Mexique, liste de sites mayas, architecture maya

### Dessin

#### Bande dessinée

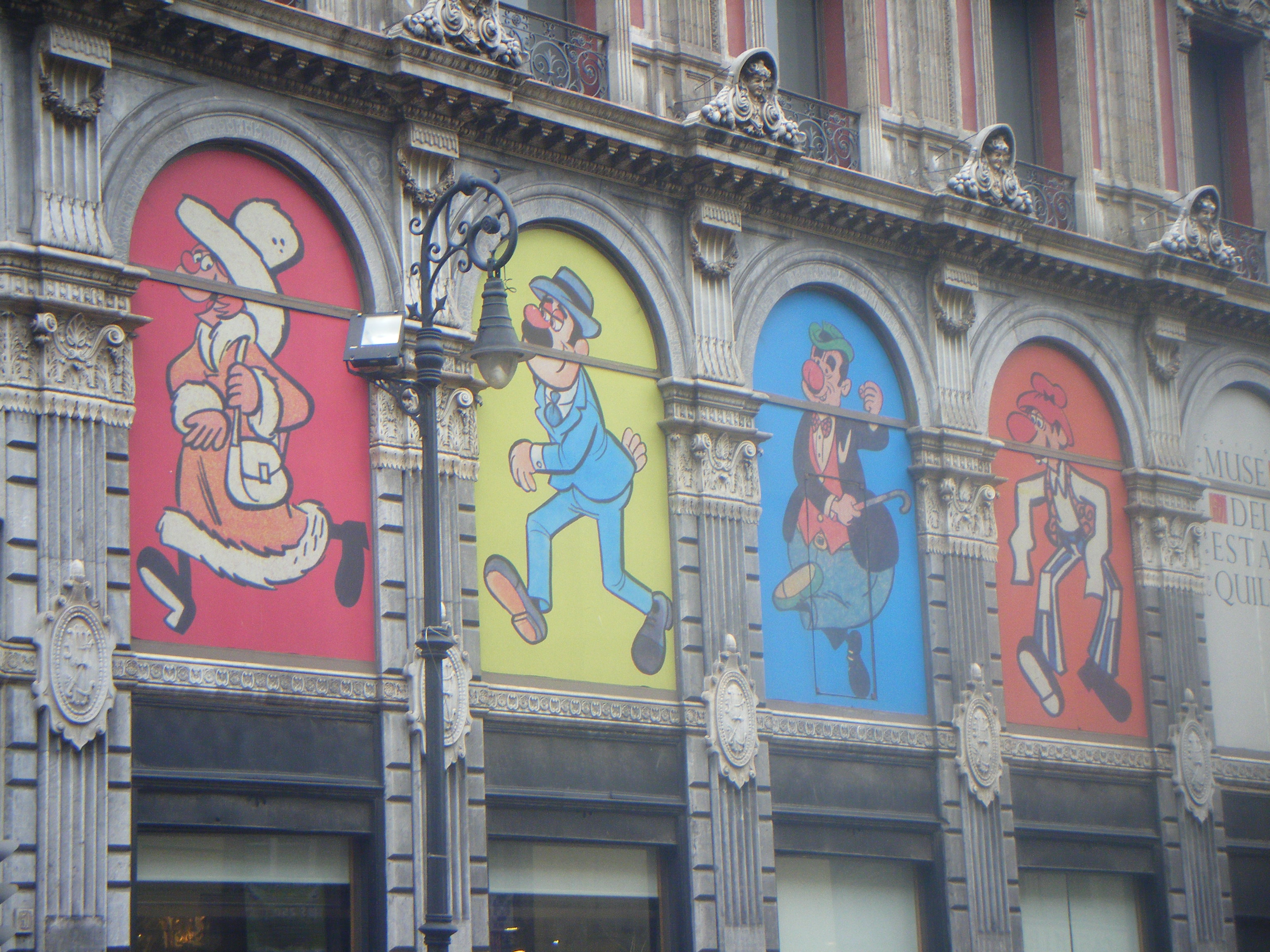
Personnages de Gabriel Vargas au Museo del Estanquillo (Mexico).

La bande dessinée mexicaine (Historieta de México) existe depuis la fin du XIXe siècle et est très développée. Au Mexique, le terme « monitos » était parfois employé pour désigner les historietas. Maintenant, « cómic » et « historieta » sont utilisés indistinctement,.
C'est en 1908 que la bande dessinée s'installe officiellement comme forme d'expression, pour critiquer et réfléchir sur la société mexicaine, influencée par la bande dessinée américaine moderne. Ainsi est apparue la première série mexicaine à bulles, basée sur des histoires yankee : Les Aventures d'Adonis, de Rafael Lillo et Macaco et Chamuco, aventures de deux jumeaux insupportables, de M. Torres.
- Historieta, Bande dessinée mexicaine

### Peinture

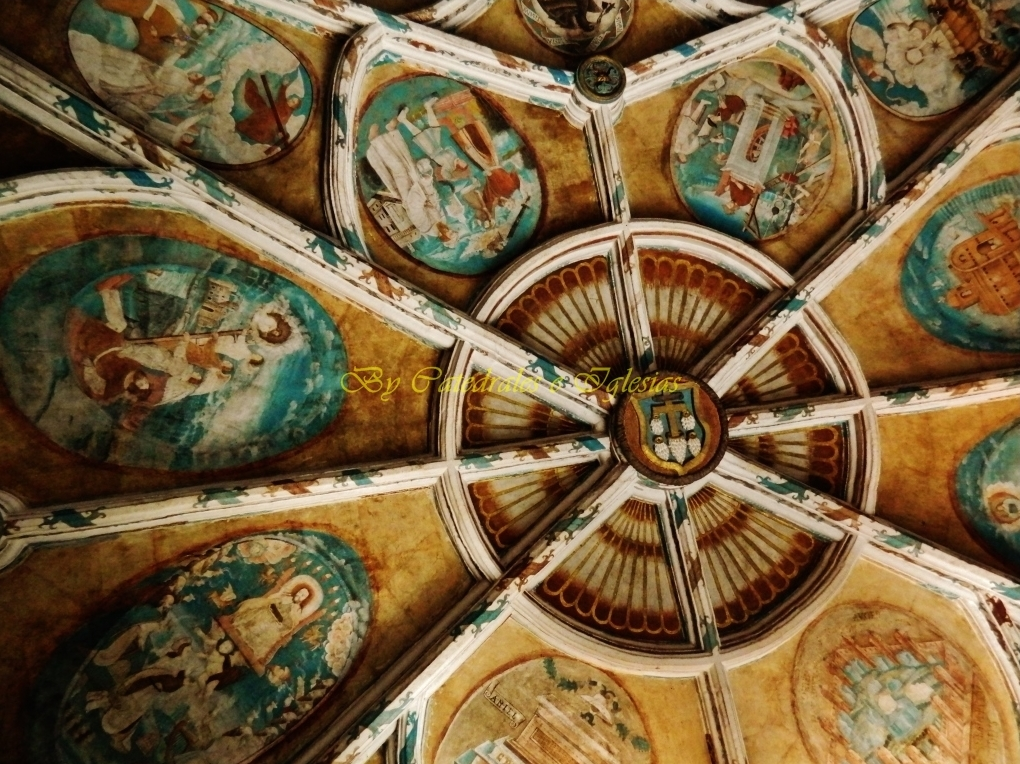
Juan Gerson, Tecamachalco, Puebla, vers 1560.

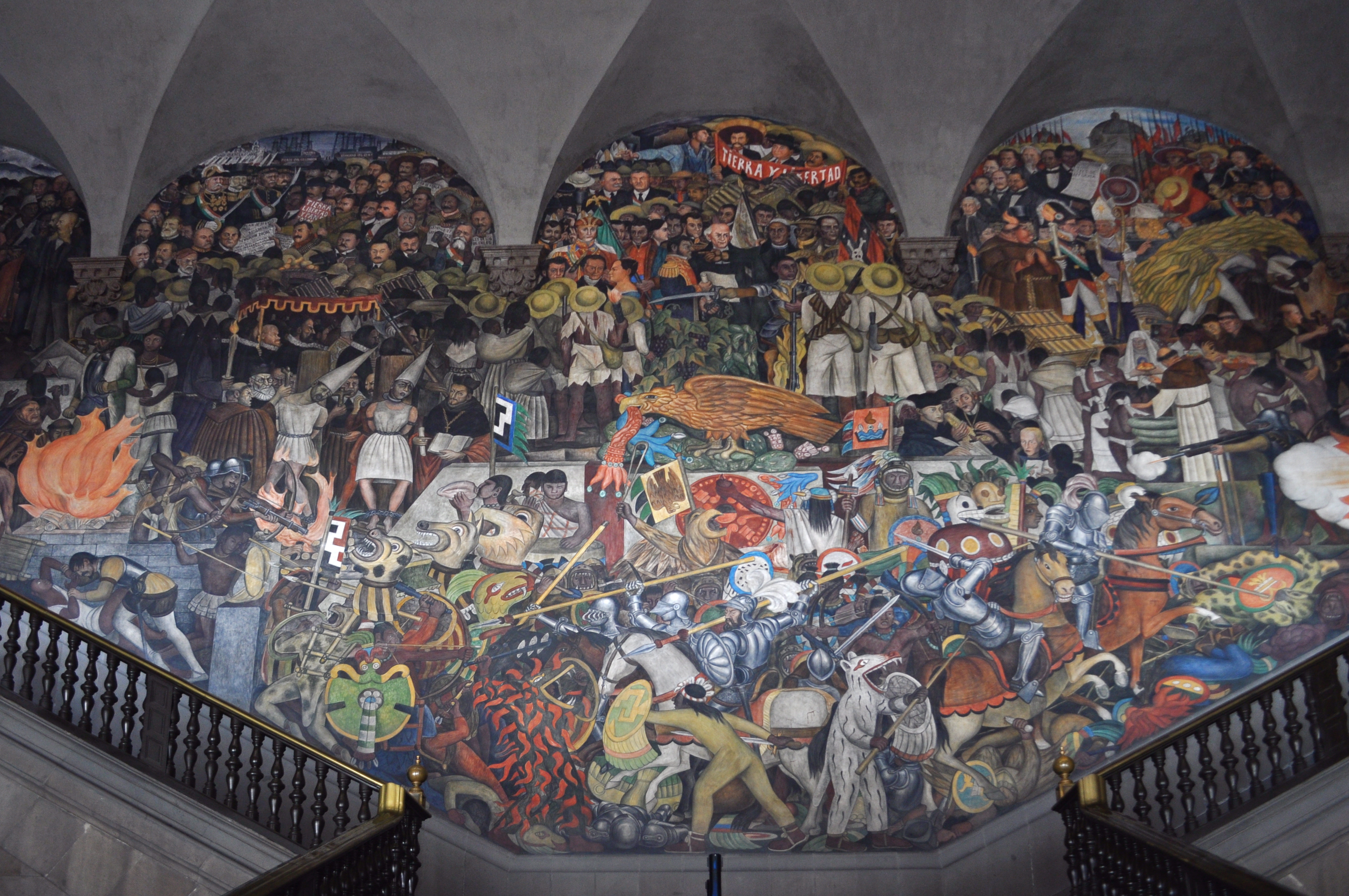
Mural par Diego Rivera au National Palace (Mexico), figurant l'histoire du Mexique de la Conquête à 1930.

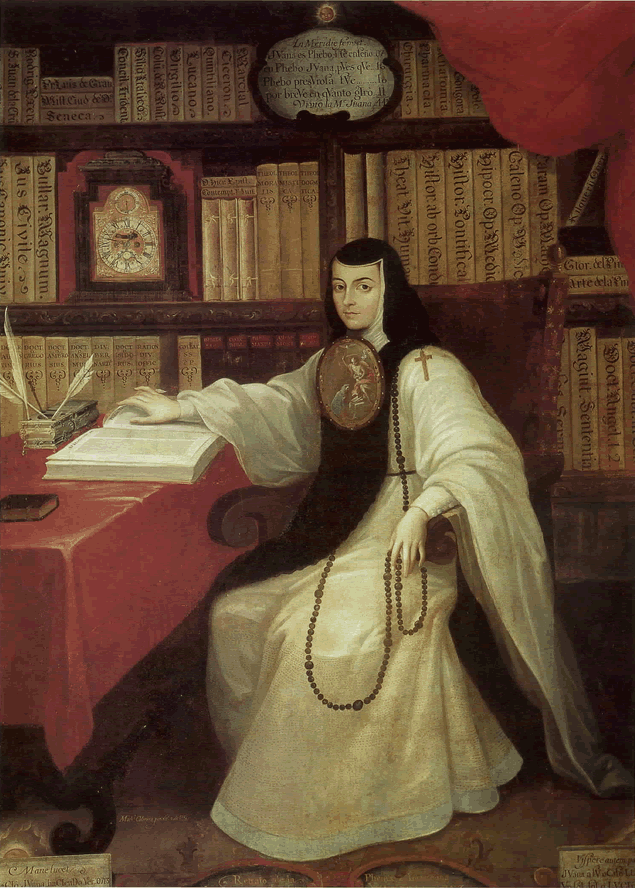
Sor Juana Inés de la Cruz, poétesse et écrivaine, par Miguel Cabrera.

L'un des aspects culturels les plus importants et les plus anciens est la peinture mexicaine, déjà présente depuis le Mexique précolombien dans les constructions et les codex, et pendant la période coloniale, dans les couvents. Le système d'écriture mésoaméricain s'appuie sur des pictogrammes, et le principe est réutilisé par les missionnaires franciscains (d'Espagne ou des Flandres) pour l'évangélisation des élites, et la formation des prêtres indigènes.
Juan Gerson (es) (actif vers 1560) semble être le surnom générique de toute une école de peinture amérindienne, plutôt nahuatl, qui aurait peint, dans 160 couvents, entre 200 et [300 000 mètres carrés, entre autres dans la vallée de Puebla, entre Mexico et Vera Cruz.
Au XXe siècle, la peinture a acquis une renommée mondiale avec des artistes qui ont exprimé une critique sociale dans leurs œuvres , tels que les muralistes David Alfaro Siqueiros, José Clemente Orozco et Diego Rivera. A côté de lui, mais avec une indépendance artistique, se trouve Frida Kahlo, dont l'œuvre est pleine d'émotion et de douleur, dans des tableaux dont elle-même est le thème central. D'autres artistes éminents sont José Luis Cuevas, Rufino Tamayo et Francisco Toledo.
- Muralisme mexicain
- Pintura de México (es)
- L'Homme contrôleur de l'univers (1934, Diego Rivera)
- Katharsis (1934-1935)
- Murales de Siqueiros y Guerrero (es)
- Liberación o La humanidad se libera de la miseria (es) (1963)
- Generación de la Ruptura (es) (1910)
- Colección de pintura del Banco Nacional de México (es)

#### Peintres mexicains
- Miguel Cabrera (peintre) (1695-1768)
- Ernesto García Cabral (1890-1968)
- Joaquín Clausell (1866-1935)
- Dr. Atl (1875-1964)
- José Clemente Orozco (1883-1949)
- Diego Rivera (1886-1957)
- David Alfaro Siqueiros (1896-1974)
- Rufino Tamayo (1899-1991)
- María Izquierdo (1902-1955)
- Abraham Ángel (1905-1924)
- Juan O'Gorman (1905-1982)
- Frida Kahlo (1907-1954)
- Gunther Gerzso (1915-2000)
- Abel Quezada (1920-1991)
- Juan Soriano (1920-2006)
- Ignacio Barrios (1930)
- José Luis Cuevas (1934)
- Octavio Ocampo (1943)

### Sculpture
- Sculpture au Mexique (es)
- Sculpteurs mexicains
- Stèle maya

#### Sculpteurs mexicains
- Enrique Carbajal
- Pedro Coronel
- José Luis Cuevas
- Manuel Felguérez
- Eduardo Leal de la Gala
- Federico Silva
- Francisco Zúñiga

### Architecture
L'architecture a également joué un rôle important dans l'histoire du pays. Les civilisations mésoaméricaines ont eu un grand développement stylistique et l'urbanisme a eu une grande impulsion, comme par exemple les villes de Teotihuacán et Mexico-Tenochtitlan. Avec l'arrivée des Espagnols, de nouveaux styles ont été introduits, comme le baroque et le maniérisme, dans les cathédrales et les bâtiments ; plus tard, le néoclassicisme est introduit. L'un des édifices les plus représentatifs de la modernisation est le Palais des Beaux-Arts, qui réunit l'Art nouveau et l'Art déco. Dans l'architecture moderne, on peut citer Juan O'Gorman et Luis Barragán, dont le travail alliait mysticisme religieux et sauvetage des racines nationales, intégrant la nature dans leur travail. Des organisations telles que l'UNESCO ont distingué de nombreux sites mexicains pour leurs contributions au monde culturel. Cette richesse culturelle va des complexes d'habitation construits dans le style Bauhaus, comme les maisons multifamiliales de Tlatelolco, des stades de football imposants et avant-gardistes, comme le stade Rayados à Monterrey, des ponts autoroutiers innovants, comme le téléphérique Matute Remus. pont à haubans à Guadalajara,,.
- Architecture au Mexique (es)
- Jardins botaniques au Mexique
- Architecture mésoaméricaine (es)
- Patrimoine architectural mexicain détruit (es)
- Architectes mexicains

### Photographie
- Photographes mexicains
- Centro Fotográfico Álvarez Bravo (en), Museo Archivo de la Fotografía (en)

## Arts de la scène
- Liste de festivals au Mexique (en)
- Réseau Alliance française au Mexique[34],[35],[36]

### Musique
La musique mexicaine est variée et comprend une large gamme de styles musicaux parfois influencés par la musique folklorique. Au cours des trois dernières décennies, la musique du pays a connu d'importantes évolutions tant en termes de musique classique qu'avant-gardiste, ainsi qu'une présence exceptionnelle sur la scène mondiale de la musique populaire et de rock. Ces dernières années, le sauvetage, la défense, la diffusion et l'enseignement des musiques régionales ont refait surface avec force entre les mains de Mexicains soucieux de faire vivre les traditions. Cielito Lindo (composée en 1882), La Bamba, et bien d'autres font partie de la culture mexicaine et sont célèbres dans le monde entier.
Après l'arrivée des Espagnols, les indigènes ont appris la musique européenne des missionnaires. De nombreuses danses de conquête pratiquées dans les communautés indigènes du pays datent de cette époque ; ainsi que certains genres associés au culte catholique, comme la danse des Matachines et le son de Concheros, entre autres.
- Musique amérindienne

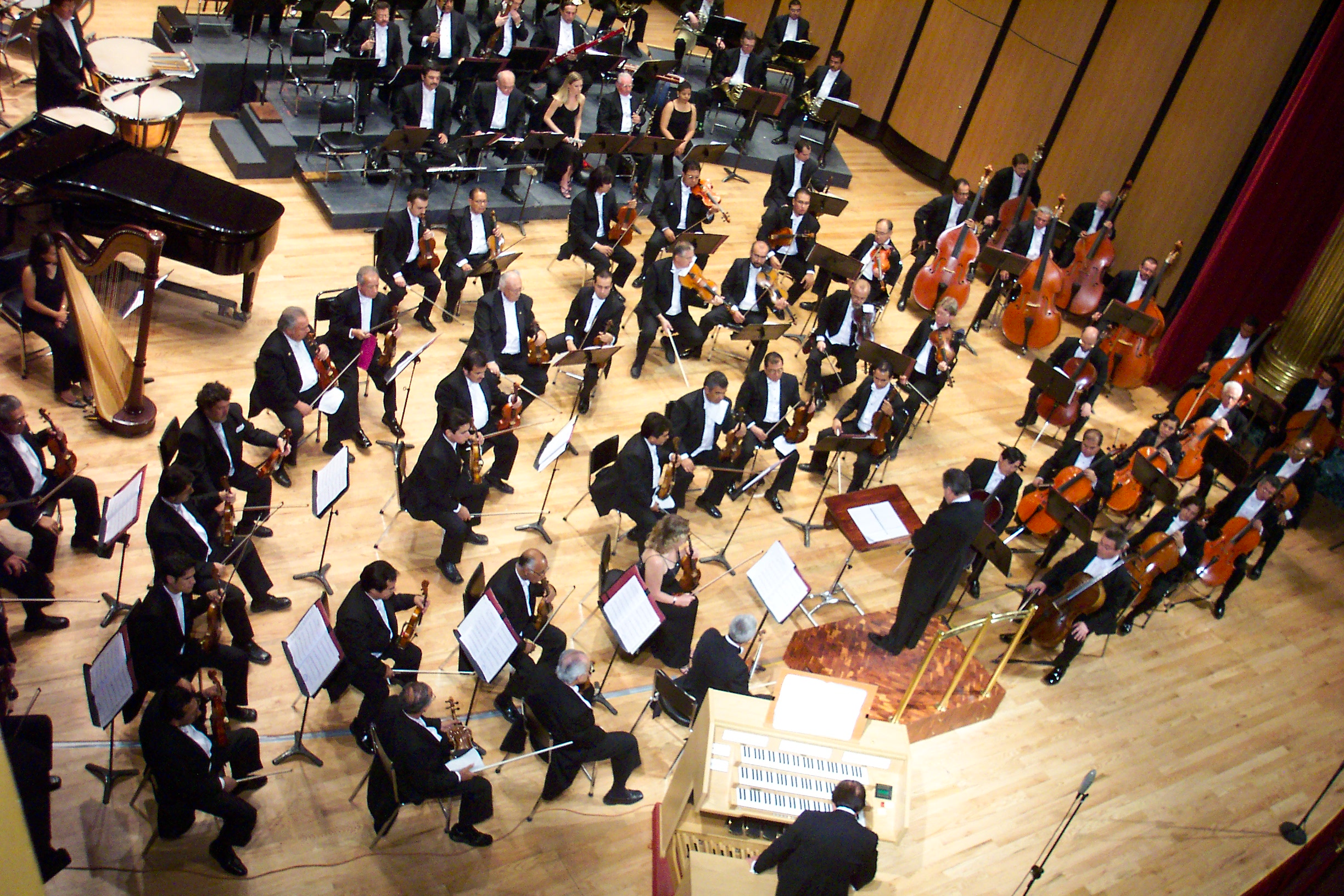
Orchestre philharmonique du Jalisco à Guadalajara

- Musique mexicaine, Musique mexicaine (rubriques)
- Liste de musiciens mexicains (individuels et groupes) (en)
- Orchestres mexicains
- Musiciens mexicains, Liste de compositeurs mexicains de musique classique (en)
- Groupes de musique mexicains
- Mariachi
- Musique norteña, Ranchera, Huapango,
- Boléro, Corrido, Son jarocho
- Rock mexicain, Rock chicano, Chicano rap
- Phonotèque Nationale (es)

### Danse
Avant l'arrivée des Espagnols, pour les peuples qui habitaient le Mexique, la danse rituelle était une partie importante de la vie quotidienne. Les religieux qui ont évangélisé ces terres ont tenté de les supprimer, mais, compte tenu de leur dangerosité, ils les ont adaptées ou christianisées, leur donnant ainsi un nouveau sens,. Les Espagnols ont influencé leurs danses préhispaniques avec diverses danses de style européen, dont la valse et la polka. Ils ont forcé les indigènes à remplacer leurs divinités par des saints et des vierges. Le processus d'acculturation a été difficile, car ils ont été éduqués dans la violence et donc dans la maltraitance. Ils ont été privés de leurs expressions culturelles. Actuellement, chaque état de la République mexicaine a des danses régionales, qui représentent la culture, les coutumes et les traditions de leur communauté,.
- Danse au Mexique[42]
- Danse du volador
- Danse folklorique du Mexique (en)
- Chorégraphes mexicains
- Danse contemporaine au Mexique (es)
- México de Colores, compagnie de danse qui cherche à briser les stéréotypes, composée exclusivement d'hommes et inspirée du folklore mexicain. Son spectacle est un mélange de cabaret, de pantomime, de théâtre, de satire et de comédie, avec des chorégraphies qui emmènent le spectateur à travers différents lieux et coutumes du Mexique[43].

### Théâtre
- Théâtre mexicain (rubriques)[44]
- Dramaturges mexicains
- Metteurs en scène mexicains
- Acteurs mexicains de théâtre, Actrices mexicaines de théâtre
- Histoire du théâtre au Mexique (es)
- Carpa (en), forme de vaudeville mexicain des années 1920-1930
- National Theatre Company of Mexico (en)
- Festival Internacional Cervantino (en)
- Pièces : El rumor del incendio[45]

### Cinéma et télévision
- Cinéma mexicain (rubriques)
- Institut mexicain de cinématographie, Académie mexicaine des arts et des sciences cinématographiques
- Liste de films mexicains
- Festivals de cinéma au Mexique
- Récompenses de cinéma au Mexique, médaille Salvador-Toscano (récipiendaires)
- Réalisateurs mexicains, Réalisatrices mexicaines
- Scénaristes mexicains, Scénaristes mexicaines
- Acteurs mexicains, Actrices mexicaines)

Les premières œuvres cinématographiques datent du début du XXe siècle. Durant les années 1910-20, en pleine révolution mexicaine, des documentaires sont tournés. Francisco Villa et Emiliano Zapata ont conclu des contrats avec des firmes américaines et se font payer des sommes conséquentes pour se laisser filmer durant leurs actions militaires et les combats. La situation se stabilise dans les années 1930, ce qui permit un renouveau dans le cinéma. À la même époque, quelques cinéastes espagnols comme Luis Buñuel fuient la guerre d'Espagne et s'installent au Mexique.
Aujourd'hui, deux groupes de télévision, Televisa et TV Azteca diffusent sur tout le territoire et possèdent des parts de nombreuses chaînes de télévision en Espagne et en Amérique latine.

### Autres scènes: marionnettes, mime, pantomime, prestidigitation
Les arts mineurs de scène, arts de la rue, arts forains, cirque, théâtre de rue, spectacles de rue, arts pluridisciplinaires, performances manquent encore de documentation pour le pays.
L'art de la marionnette est bien plus présent, et en tout cas signalé :
- Le théâtre de marionnettes au Mexique[46],[47],[48]
- Codex de Florence (1677) en espagnol et en nahuatl,
- muchachuelo, máquinas reales, teatro guiñol
- Rosete Aranda (Compañía Rosete Aranda) (1835-1942), Empresa Carlos V. Espinal e Hijos, Bernardo Ortiz de Montellanos, Francisca Cuevas, Germán et Lola Cueto,
- Gilberto Ramírez Alvarado (1910-1990), troupes Rin-Rin, personnage de Comino, Roberto Lago (1903-1995), Loló Alva de la Canal, Graciela Amador
- Teatro Petu, Teatro Guiñol de l’Universidad Autonoma of Sinaloa (1959-1999), La hoja del titiritero independiente
- Marionetas de la Esquina (1974), Títeres Tiripitipis (1979), El Clan del Dragón (1979), Gente Teatro de Títeres y Actores (1981), Baúl Teatro (1986)
- Centro de Documentación Sobre Teatro para Niños y Títeres (CDTIT – Centre de documentation sur le théâtre pour enfants et de marionnettes, Museo La Casa de los Títeres (La Maison de la Marionnette), périodique Teokikixtli
- Défilé des alebrijes de Mexico
- Lola Cueto (1897-1978)
- Carnaval au Mexique

## Tourisme
| Rang | Pays        | Nombre de visiteurs |
| ---- | ----------- | ------------------- |
| 1    | États-Unis  | 7,164,375           |
| 2    | Canada      | 1,676,681           |
| 3    | Royaume-Uni | 458,932             |
| 4    | Colombie    | 328,213             |
| 5    | Espagne     | 310,123             |
| 6    | Brésil      | 309,696             |
| 7    | Argentine   | 246,404             |
| 8    | France      | 213,863             |
| 9    | Allemagne   | 207,031             |
| 10   | Venezuela   | 176,535             |

## Patrimoine

### Musées et autres institutions
- Liste de musées au Mexique

### Liste du Patrimoine mondial
Le programme Patrimoine mondial (UNESCO, 1971) a inscrit dans sa liste du Patrimoine mondial (au 12 janvier 2016) : Liste du patrimoine mondial au Mexique. Le Mexique est le 6e pays au monde qui possède le plus de sites classés à l’UNESCO et le premier en Amérique. 31 sites culturels et naturels ont reçu cette prestigieuse distinction dans l’ensemble du pays, des villes coloniales aux cités préhispaniques, en passant par des prouesses architecturales modernes ainsi que des zones naturelles. Il faut également rajouter 7 sites Patrimoines Immatériels, comme la gastronomie, les Mariachis et de nombreuses traditions.

### Liste représentative du patrimoine culturel immatériel de l’humanité
Le programme Patrimoine culturel immatériel (UNESCO, 2003) a inscrit dans sa liste représentative du patrimoine culturel immatériel de l’humanité (au 15 janvier 2016) :
- 2008 : les fêtes indigènes dédiées aux morts[52],
- 2009 : les lieux de mémoire et traditions vivantes du peuple Otomí-Chichimecas de Tolimán : la Peña de Bernal, gardienne d’un territoire sacré[53],
- 2009 : la cérémonie rituelle des Voladores[54],
- 2010 : les Parachicos dans la fête traditionnelle de janvier à Chiapa de Corzo[55],
- 2010 : la Pirekua, chant traditionnel des P'urhépecha[56],
- 2010 : la cuisine traditionnelle mexicaine - culture communautaire, vivante et ancestrale, le paradigme de Michoacán[57],
- 2011 : le Mariachi, musique à cordes, chant et trompette[58],
- 2012 : Xtaxkgakget Makgkaxtlawana : le Centre des arts autochtones et sa contribution à la sauvegarde du patrimoine culturel immatériel du peuple totonaque de Veracruz, Mexique[59].
- 2016 : la Charrería, tradition équestre au Mexique[60],
- 2018 : la romería, cycle rituel de pèlerinage de la Vierge de Zapopan portée en procession[61].

### Registre international Mémoire du monde
Le programme Mémoire du monde (UNESCO, 1992) a inscrit dans son registre international Mémoire du monde (au 15 janvier 2016) :
- 1997 : Collection de codex mexicains[62],
- 1997 : Codex et dossier du Marquisat de la Vallée d'Oaxaca[63],
- 1997 : Codex Techaloyan de Cuajimalpaz[64],
- 2003 : Los Olvidados[65],
- 2005 : Bibliothèque Palafoxiana de Puebla[66],
- 2007 : Colección de Lenguas Indigenas[67],
- 2007 : Échantillon de la richesse documentaire de la musique coloniale d’Amérique[68],
- 2009 : Collection du Centre de documentation et d'enquête de la Communauté ashkénaze au Mexique (du XVIe au XXe siècle)[69],
- 2011 : Pictogrammes du XVIe au XVIIIe siècle du groupe « Cartes, dessins et illustrations » des Archives nationales du Mexique[70],
- 2013 : Fonds des archives historiques du Colegio de Vizcaínas : l’éducation et le soutien des femmes dans l’histoire du monde[71],
- 2015 : Le travail de Fray Bernardino de Sahagún[72],
- 2015 : Les dossiers judiciaires proposés correspondent à la naissance d’un droit : les ordonnances d’amparo[73].

### Filmographie
- 2006 : Mexique, têtes masquées et pieds légers de Benoît Grimont
- 2012 : Chamans du Mexique de Marie Arnaud

#### Conseils aux voyageurs pour le Mexique
- France Diplomatie.gouv.fr
- Canada international.gc.ca
- CG Suisse eda.admin.ch
- USA US travel.state.gov